# ناحیه تیساکچکه
ناحیه تیساکچکه (به مجاری:  Tiszakécskei járás) یک ناحیه در مجارستان است که در باچ-کیش‌کون واقع شده‌است و ۴۰۵٫۹۹ کیلومتر مربع مساحت و ۲۳٬۵۸۲ نفر جمعیت دارد.